# Động đất San Juan 1952
Động đất San Juan 1952 (tiếng Tây Ban Nha: Terremoto de San Juan de 1952) là trận động đất xảy ra vào lúc 21:31:43 (theo giờ địa phương), ngày 10 tháng 6 năm 1952. Trận động đất có cường độ 6,8 Mw, tâm chấn độ sâu khoảng 30 km. Hậu quả trận động đất đã làm 5 người thiệt mạng.